# Adalbert de Bavière
Adalbert Guillaume Georges Louis de Wittelsbach, prince de Bavière, est né le 19 juillet 1828 à Munich, en royaume de Bavière et décédé le 21 septembre 1875 au Château de Nymphenburg. Troisième fils du roi Louis Ier de Bavière, il est l'un des candidats à la succession de son frère le roi Othon Ier de Grèce.

## Famille

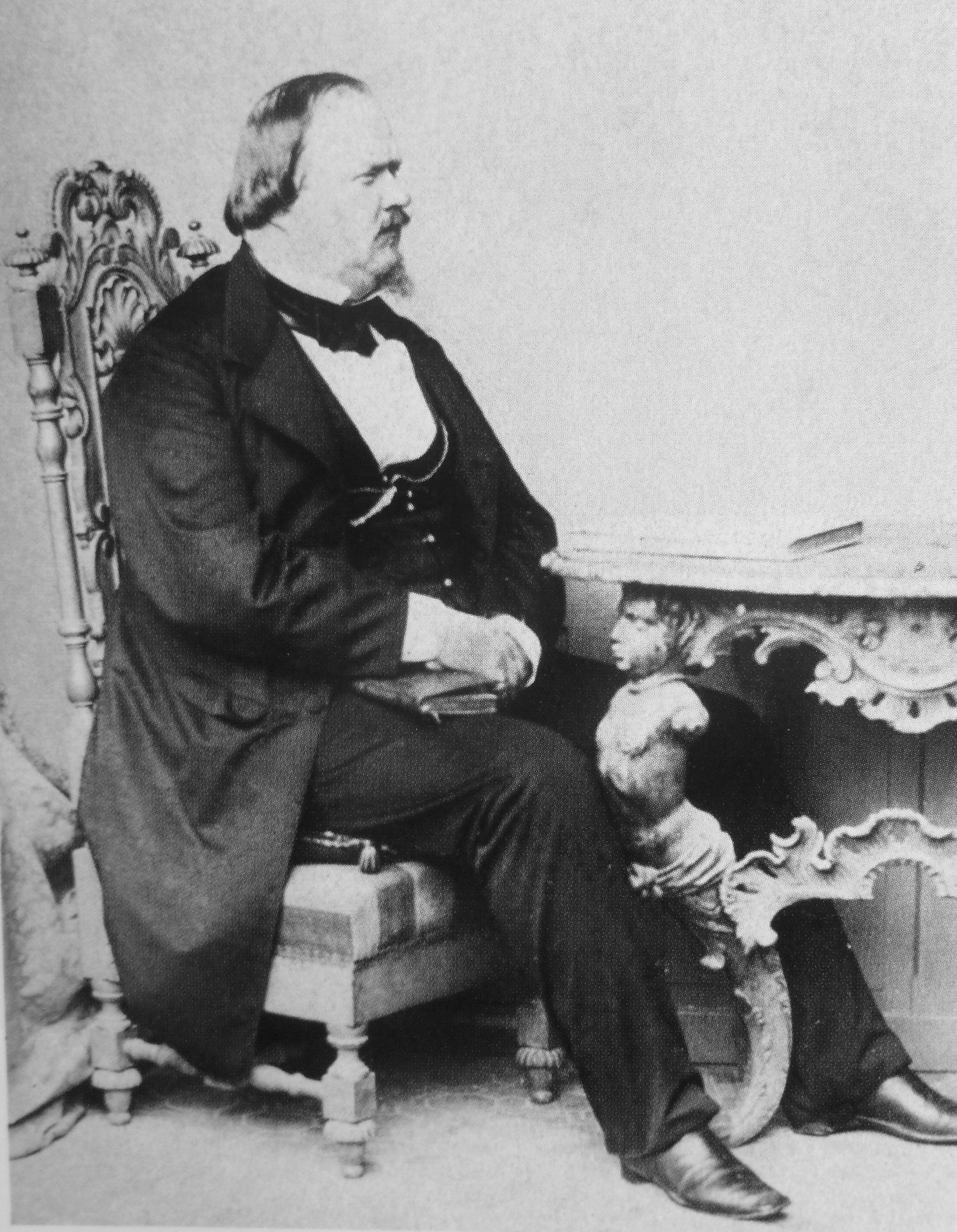

Adalbert est le plus jeune fils du roi Louis Ier de Bavière et de la reine née Thérèse de Saxe-Hildburghausen. Il épouse le 25 août 1856, à Madrid, l'Infante Amélie d'Espagne, fille de François de Paule de Bourbon et de Louise-Caroline de Bourbon-Sicile et sœur du roi-consort François d'Assise d'Espagne.
De cette union naissent :
- Louis-Ferdinand de Bavière (1859-1949) épouse en 1882 sa cousine Marie de la Paix d'Espagne (1862-1946), fille de la reine Isabelle II d'Espagne
- Alphonse de Bavière (1862-1933) épouse en 1891 sa cousine Louise d'Orléans, fille de Ferdinand d'Orléans duc d'Alençon et de Sophie-Charlotte en Bavière
- Isabelle-Marie-Élisabeth de Bavière (1863-1924) épouse en 1881, Thomas de Savoie-Gênes (1854-1931) duc de Gênes,
- Elvire de Bavière (1868-1943) épouse en 1891 Rudolf comte von Wrbna-Kaunitz-Rietberg-Questenberg und Freudenthal (1864-1927).
- Claire de Bavière (1874-1941), célibataire.